# ORS Group
ORS Group AG, dove ORS è acronimo di Organisation for Refugee Services, è una multinazionale svizzera attiva nel settore dell'immigrazione come fornitore di servizi di accoglienza e integrazione in Germania, Italia e Svizzera.

## Storia
L'azienda è stata fondata nel 1992 a Zurigo da Willy Koch, dirigente dell'agenzia di selezione del personale Adia (confluita in Adecco), col nome di OX Group. Nel 2005 l'azienda è stata acquistata dal fondo di private equity francese Argos Soditic, venendo rivenduta nel 2009 alla svizzera Invision e poi nel luglio 2013 al fondo britannico Equistone Partners (controllato da Barclays).
Nel 2022 è stata rivenduta alla multinazionale britannica Serco Group per un totale di 44 milioni di franchi svizzeri.

## Attività

### Italia
In Italia l'azienda è attiva tramite la controllata ORS Italia S.r.l., che ha sede a Roma e gestisce tre centri di accoglienza straordinaria (CAS) e due centri di permanenza per il rimpatrio (CPR);
- CAS Fantoli in via Gaudenzio Fantoni, 28/6 a Milano;
- CAS Gelsomino in largo Tommaso Perassi a Roma;
- CAS Monastir in Strada statale 131 Carlo Felice a Monastir;
- CPR Brunelleschi in via Santa Maria Mazzarello, 31 a Torino;
- CPR Ponte Galeria in via Cesare Chiodi a Roma.

Tramite l'agenzia Telos Analisi & Strategia l'azienda fa anche lobbying presso il Parlamento italiano.
Tra il 2020 e il 2022 ha gestito anche il CPR Nuoro a Macomer.

### Spagna
In Spagna l'azienda è attiva tramite la controllata ORS España Servicios Sociales S.L., che ha sede a Madrid.

## Controversie
Un rapporto della sezione austriaca dell'organizzazione Amnesty International del 2015 ha denunciato le condizioni del centro per migranti di Traiskirchen, in Austria, che sarebbe arrivato ad ospitare oltre 4 500 persone a fronte di una capacità massima di 1 800.
Nel 2017 l'azienda è stata al centro di un'inchiesta giornalistica sulla gestione del centro di accoglienza di Aesch, nel Canton Basilea Campagna, allestito in un bunker della Protezione civile svizzera e chiuso nel 2016, nella quale venivano denunciate punizioni collettive e carenza di cibo ai danni dei richiedenti asilo.
Nel 2020 l'azienda si era aggiudicata, tramite ORS Italia, il bando della Prefettura di Trieste per la gestione di Casa Malala, una struttura di prima assistenza per gli immigrati richiedenti asilo sita a Fernetti (frazione del comune di Monrupino). Tale aggiudicazione destò alcuni sospetti a causa sia della mancata esperienza della filiale italiana di ORS sia per il ribasso offerto e il Tribunale amministrativo regionale del Friuli-Venezia Giulia ha successivamente annullato l'aggiudicazione del bando.